# Evington
Evington è un distretto elettorale della Gran Bretagna e un'area amministrativa della città di Leicester, Inghilterra.
Nel passato era un piccolo villaggio intorno a Main Street e alla Chiesa Anglicana di St Denys, ma era abbastanza vicina a Leicester per diventarne una delle periferie già dal 1930.
Oggi il distretto comprende il borgo storico di Evington, così come la più moderna Casa Comunale di Rowlatts Hill e Goodwood.